# Mischocyttarus bequaerti
Mischocyttarus bequaerti är en getingart som beskrevs av Richards 1945. Mischocyttarus bequaerti ingår i släktet Mischocyttarus och familjen getingar. Inga underarter finns listade i Catalogue of Life.